# Walworth (hameau, New York)
Pour les articles homonymes, voir Walworth.
Walworth est une census-designated place du comté de Wayne, dans l'État de New York, aux États-Unis,. En 2020, elle compte une population de 917 habitants.